# Факіг
Факі́г або факі́х (араб. الفقيه, «той, що знає») — ісламський богослов-законознавець, знавець богословсько-правового комплексу (фікх). Факігами є муджтахіди, що мають право виносити самостійні правові вердикти і зобов’язані спиратись виключно на коранічні аяти і хадиси пророка Мухаммеда, а не на судження інших богословів (див. Іджтихад). Якщо факіг не є муджтахідом, то він зобов’язаний посилатися під час винесення правових висновків на праці муджтахідів. Правові висновки, які виносяться факігами називаються фетвами.
У популярній літературі факігів часто прирівнюють до духовенства, однак це твердження є умовним, бо ніяких соціальних привілеїв вони не мають і можуть займатися усіма видами діяльності одночасно з заняттям богословськими науками
Поняття про факіфів склалося в другій половині VII ст. і пов'язане з діяльністю груп подвижників ісламу в Хіджазі й Іраку, що намагались розробити ісламські норми способу життя згідно зі своїми уявленнями, взявши за основні правові джерела Коран і сунну. У гуртках та під час вчених диспутів факіги виробляли єдину доктрину фікху. Вони належали в основному до міського торговельно-ремісничого середовища і засоби існування отримували з джерел, ніяк не пов’язаних з богослов’ям, яке було для них лише частиною виконання релігійного обов'язку. Однак у результаті швидкого збільшення обсягу знань, необхідного для цього виду діяльності, зростала кількість людей, що отримували спеціальну підготовку і професійно займалися фікхом (викладачі, юристи, упорядники паперів, писарі та ін.). Професійне знання фікху було також необхідним для каді та чиновників. До ІХ ст. факіги вже становили впливовий прошарок міського населення. Вони були обов’язковими учасниками обговорення всіх вагомих подій суспільного життя і значною мірою формували громадську думку, з якою доводилось рахуватися правителям. Саме вони здійснювали значний вплив на політичне і громадське життя ісламських держав, тим більше, що кандидати на різні державні посади рекрутувалися з їхнього середовища.
Сьогодні факіги продовжують зберігати свій вплив у суспільствах де сильні позиції ісламу.